# Чемпионат Южной Америки по волейболу среди мужчин 2015
31-й чемпионат Южной Америки по волейболу среди мужчин проходил с 30 сентября по 4 октября 2015 года в Масейо (Бразилия) с участием 8 национальных сборных команд. Чемпионский титул в 30-й раз в своей истории и в 25-й раз подряд выиграла сборная Бразилии.

## Команды-участницы
Аргентина, Бразилия, Венесуэла, Гайана, Колумбия, Перу, Уругвай, Чили.

## Система проведения чемпионата
Турнир состоял из предварительного этапа и плей-офф. 8 команд-участниц на предварительном этапе были разбиты на две группы, в которых команды играли в один круг. Первичным критерием при распределении мест в группах служило общее количество побед, затем количество набранных очков, соотношение партий, соотношение игровых очков и, наконец, результаты личных встреч. За победы со счётом 3:0 и 3:1 начислялось по 3 очка, за победу 3:2 — 2, за поражение 2:3 проигравший получал 1 очко и за поражения 1:3 и 0:3 очки не начислялись. По две лучшие команды из групп вышли в полуфинал плей-офф и в стыковых матчах определили двух финалистов, которые разыграли первенство. Проигравшие в полуфиналах разыграли бронзовые награды. Итоговые 5—6-е и 7—8-е места были разыграны командами, занявшими в группах предварительного этапа соответственно 3-и и 4-е места.

## Предварительный этап

### Группа А
| М | Команда   | 1   | 2   | 3   | 4   | И | В | П | С/П | О |
| - | --------- | --- | --- | --- | --- | - | - | - | --- | - |
| 1 | Бразилия  |     | 3:0 | 3:1 | 3:0 | 3 | 3 | 0 | 9:1 | 9 |
| 2 | Венесуэла | 0:3 |     | 3:1 | 3:1 | 3 | 2 | 1 | 6:5 | 6 |
| 3 | Чили      | 1:3 | 1:3 |     | 3:0 | 3 | 1 | 2 | 5:6 | 3 |
| 4 | Перу      | 0:3 | 1:3 | 0:3 |     | 3 | 0 | 3 | 1:9 | 0 |

30 сентября: Венесуэла — Чили 3:1 (17:25, 25:17, 25:21, 25:20); Бразилия — Перу 3:0 (25:8, 25:9, 25:15).
1 октября: Венесуэла — Перу 3:1 (20:25, 25:19, 26:24, 25:11); Бразилия — Чили 3:1 (23:25, 25:18, 25:14, 25:23).
2 октября: Чили — Перу 3:0 (25:23, 25:16, 25:21); Бразилия — Венесуэла 3:0 (25:16, 25:8, 25:14).

### Группа В
| М | Команда   | 1   | 2   | 3   | 4   | И | В | П | С/П | О |
| - | --------- | --- | --- | --- | --- | - | - | - | --- | - |
| 1 | Аргентина |     | 3:1 | 3:0 | 3:0 | 3 | 3 | 0 | 9:1 | 9 |
| 2 | Колумбия  | 1:3 |     | 3:0 | 3:0 | 3 | 2 | 1 | 7:3 | 6 |
| 3 | Уругвай   | 0:3 | 0:3 |     | 3:0 | 3 | 1 | 2 | 3:6 | 3 |
| 4 | Гайана    | 0:3 | 0:3 | 0:3 |     | 3 | 0 | 3 | 0:9 | 0 |

30 сентября: Колумбия — Уругвай 3:0 (25:18, 25:18, 25:18); Аргентина — Гайана 3:0 (25:9, 25:9, 25:13).
1 октября: Колумбия — Гайана 3:0 (25:22, 25:15, 25:20); Аргентина — Уругвай 3:0 (25:12, 25:16, 25:16).
2 октября: Уругвай — Гайана 3:0 (25:14, 25:14, 25:23); Аргентина — Колумбия 3:1 (25:17, 28:26, 20:25, 25:19).

## Плей-офф

### Матч за 7-е место
3 октября
Перу — Гайана 3:0 (25:19, 25:14, 25:17).

### Матч за 5-е место
3 октября
Чили — Уругвай 3:1 (25:19, 23:25, 25:16, 25:18).

### Полуфинал
3 октября
Аргентина — Венесуэла 3:1 (25:18, 20:25, 25:16, 25:17)
Бразилия — Колумбия 3:0 (25:19, 25:14, 25:10)

### Матч за 3-е место
3 октября
Колумбия — Венесуэла 3:0 (25:21, 27:25, 25:21).

### Финал
3 октября
Бразилия — Аргентина 3:0 (25:21, 25:19, 25:16).

## Итоги

### Положение команд
| Бразилия     |
| Аргентина    |
| Колумбия     |
| 4. Венесуэла |
| 5. Чили      |
| 6. Уругвай   |
| 7. Перу      |
| 8. Гайана    |

4 команды (Аргентина, Колумбия, Венесуэла и Чили) квалифицировались на олимпийский отборочный турнир зоны Южной Америки. Сборная Бразилии в качестве команды страны-хозяйки Олимпиады-2016 уже имеет путёвку на Игры.

### Призёры
Бразилия: Бруно Мосса Резенде (Бруно), Исак Сантос, Рафаэл Оливейра, Сержио Сантос (Сержиньо), Маурисио Соуза, Эвандро Герра, Лукас Сааткамп
, Рикардо Лукарелли, Карлос Эдуардо Баррето, Ренан Буйатти (Ренан), Тьяго Брендле, Лукас Лох. Главный тренер — Бернардо Резенде (Бернардиньо).
  Аргентина: Максимилиано Киривино, Федерико Мартина, Федерико Франетович, Факундо Имхофф, Родриго Кирога, Лисандро Дзанотти, Факундо Сантуччи, Гонсало Кирога, Хуан Вильрруэль, Алехандро Торо, Пабло Кукарцев, Максимилиано Скарпин, Хуан Мартин Риганти. Тренер — Хулио Веласко.
  Колумбия.

### Индивидуальные призы
MVP:  Сержио Сантос (Сержиньо)

### Символическая сборная
Связующий:  Бруно Резенде
Диагональный:  Эвандро Герра
Доигровщики: Родриго Кирога,  Рональд Хименес
Центральные блокирующие:  Факундо Имхофф,  Исак Сантос
Либеро:  Факундо Сантуччи